# Coryanthes trifoliata
Coryanthes trifoliata är en orkidéart som beskrevs av Charles Schweinfurth. Coryanthes trifoliata ingår i släktet Coryanthes, och familjen orkidéer. Inga underarter finns listade i Catalogue of Life.